# Poraj (Łódź)
Poraj [pronunciación en polaco: /ˈpɔrai̯/] es un pueblo ubicado en el distrito administrativo de Gmina Wola Krzysztoporska, dentro del Distrito de Piotrków, Voivodato de Łódź, en Polonia central. Se encuentra aproximadamente a 8 kilómetros al suroeste de Wola Krzysztoporska, a 17 kilómetros al suroeste de Piotrków Trybunalski, y a 56 kilómetros al sur de la capital regional Lodz.
El pueblo tiene una población de 90 habitantes.